# Brodiaea orcuttii
Brodiaea orcuttii es una planta herbácea,  perenne y bulbosa endémica del sur de California, Estados Unidos, paricularmente en el condado de San Diego.

## Descripción
Produce una escapo de hasta 25 cm que remata en una inflorescencia con flores de tépalos púrpuras de 1 a 2 cm de longitud.  Es la única especie del género Brodiaea que carece de estaminodios.

## Taxonomía
Brodiaea orcuttii fue descrita por (Greene) Baker  y publicado en Gard. Chron. III, 20: 214 1896.
Etimología
Brodiaea: nombre otorgado en honor del botánico escocés James Brodie (1744–1824).
orcuttii: epíteto otorgado en honor del botánico Charles Russell Orcutt.
Sinonimia
- Brodiaea filifolia var. orcuttii (Greene) Jeps.
- Hookera multipedunculata Abrams
- Hookera orcuttii Greene[3]